# Lisa Ann Jacquin
Lisa Ann Jacquin (Tucson, 22 de febrero de 1962) es una jinete estadounidense que compitió en la modalidad de salto ecuestre.
Participó en dos Juegos Olímpicos de Verano, obteniendo una medalla de plata en Seúl 1988, en la prueba por equipos (junto con Gregory Best, Anne Kursinski y Joseph Fargis), y el quinto lugar en Barcelona 1992, en la misma prueba. Ganó una medalla de plata en los Juegos Panamericanos de 1987, también en la prueba por equipos.

## Palmarés internacional
| Juegos Olímpicos     | Juegos Olímpicos              | Juegos Olímpicos | Juegos Olímpicos |
| Año                  | Lugar                         | Medalla          | Categoría        |
| -------------------- | ----------------------------- | ---------------- | ---------------- |
| 1988                 | Seúl (Corea del Sur)          | Medalla de plata | Por equipos      |
| Juegos Panamericanos |                               |                  |                  |
| Año                  | Lugar                         | Medalla          | Categoría        |
| 1987                 | Indianápolis (Estados Unidos) | Medalla de plata | Por equipos      |